# دار العلوم حقانية
دار العلوم حقانية هي جامعة إسلامية تقع في مدينة أكورة ختك الواقعة ضمن محافظة خيبر بختونخوا في باكستان.
أسس الجامعة الشيخ عبد الحق أكوروي سنة 1947 م. للجامعة ارتباط بدار العلوم ديوبند.